# Janos (község)
Janos község Mexikó Chihuahua államának északnyugati részén. 2010-ben lakossága kb. 11 000 fő volt, ebből mintegy 2700-an laktak a községközpontban, Janosban, a többi 8300 lakos a község területén található 150 kisebb településen élt.

## Fekvése
A nagy területű község Chihuahua állam északnyugati részén terül el, nyugatról Sonora állam, északról az Amerikai Egyesült Államok határolja. Janos a Nyugati-Sierra Madre és az északi síkságok találkozásánál fekszik, területének jó része 1400–1500 m közötti tengerszint feletti magasságban elterülő fennsík, délen a Sierra El Palomo és a Sierra Carcay, nyugaton a Sierra Los Azules, északnyugaton a Sierra San Luis és a Sierra de Enmedio, délkeleten pedig a Sierra Escalate hegyei emelkednek, nagyobb csúcsok még a Cerro Las Víboras, a Cerro El Venado és a Cerro El Picacho. Egyetlen állandó folyója a San Luis, időszakos patakjai közül a jelentősebbek az El Borrego, a Maderas, az El Cuervo, a San Pedro és a La Esperanza. A község területének 44%-át rétek, legelők teszik ki, 20%-ot bozótosok borítanak, a főként a déli és a nyugati részek hegyein növő erdők 26%-ot tesznek ki, a növénytermesztésre mindössze 8%-ot hasznosítanak.

## Élővilág
A szélsőséges időjárás (nagy forróság és éjjel kemény fagyok, kevés csapadék) miatt nagy tűrőképességű növények élnek meg itt, például a jukka, különféle kaktuszok, mezquiték (Prosopis-fajok) és a Larrea tridentata. Állatai közül említendő a bölény, a puma, a vörös hiúz és a prérifarkas.

## Népesség
A község lakóinak száma a közelmúltban többnyire csökkent, bár az utóbbi időkben növekedett is. A változásokat szemlélteti az alábbi táblázat:
| Év   | Lakosság |
| ---- | -------- |
| 1990 | 10 898   |
| 1995 | 10 794   |
| 2000 | 10 214   |
| 2005 | 8211     |
| 2010 | 10 953   |

## Települései
A községben 2010-ben 151 lakott helyet tartottak nyilván, de nagy részük igen kicsi: 88 településen 10-nél is kevesebben éltek. A jelentősebb helységek:
| Település             | Lakosság (2010) |
| --------------------- | --------------- |
| Janos (községközpont) | 2738            |
| Monte Verde           | 1087            |
| Fernández Leal        | 885             |
| Pancho Villa          | 812             |
| Tres Álamos           | 670             |
| Casa de Janos         | 399             |
| San Pedro             | 336             |